# 金侑悟
金 侑悟（ハングル：김유오、キム・ユオ、2002年8月19日 - ）は、ジャパンラグビーリーグワンの浦安D-Rocksに所属するラグビーユニオン選手。

## 略歴
東大阪朝鮮中級学校（中学校）でラグビーを始める。大阪朝鮮高級学校では、高1・高3で花園（全国高等学校ラグビーフットボール大会）に出場し、高3で副将を務めてベスト4入りを果たした。
法政大学では1年から主にスタンドオフとして出場。2年時はセンター12番もプレーし、関東大学リーグ戦は全試合で80分間出場した。4年時は主将を務めた。
2025年1月20日、ジャパンラグビーリーグワンの浦安D-Rocksへ、アーリーエントリーによる入団を発表した。同年3月、法政大学卒業。同年6月、ウエスト・スカボローRUFCに留学。